# 莫拉纳兄弟
羅貝爾·莫拉纳（法語：Robert Morane，1886年3月10日－1968年8月28日）和其兄弟萊昂·莫拉纳（法語：Léon Morane，1885年4月11日－1918年10月19日）是法國航空工程先驅。
1910年4月19日，萊昂在布萊里奧飛行學校獲得飛行執照後， 在六月時參加了魯昂飛行大獎賽（Grande Semaine d'aviation de Rouen）。
1910年10月5日，萊昂和羅貝爾進行了試飛，並志在贏得米其林飛行大獎，該項比賽要求在6小時內從巴黎飛行到多姆山。他們從伊西萊穆利諾出發，但中途在布瓦西聖萊熱墜機，兩人都受了重傷。 在這次意外發生後，萊昂拜訪了他的童年好友雷蒙·索尼耶。一年後他們創建了莫拉纳－索尼耶公司，以羅貝爾作為試飛飛行員。 該公司總部位於皮托，註冊處位於巴黎。
1910年，萊昂成為歷史上第一位以每小時100公里飛行的人類，他同時也創造了2,500公尺的飛行高度紀錄。1918年10月，他因染上西班牙流感而病逝。
在第一次世界大戰後，他們擁有的工廠主要生產教練機和戰鬥機，包括單座駕艙蓋的教練機、賣出1,100架的MS 230教練機和著名的M.S.406戰鬥機。
兄弟倆都葬在拉雪茲神父公墓。

## 來源
1. ↑  Léon MORANE at aviatechno.net/brevets （页面存档备份，存于） Accessed 13 June 2017
2. 1 2  morane-saulnier at ctie.monash.edu （页面存档备份，存于） Accessed 13 June 2017
3. ↑  . Gallica.bnf.fr.   [15 October 2014]. （原始内容存档于2023-04-10）. Accessed 13 June 2017
4. ↑  . Amis et Passionnés du Père-Lachaise. 15 February 2007  [14 May 2014]. （原始内容存档于2017-12-01）. Accessed 13 June 2017
5. ↑  findagrave Leon Morane, Cimitiere du Pere Lachaise （页面存档备份，存于） Accessed 13 June 2017

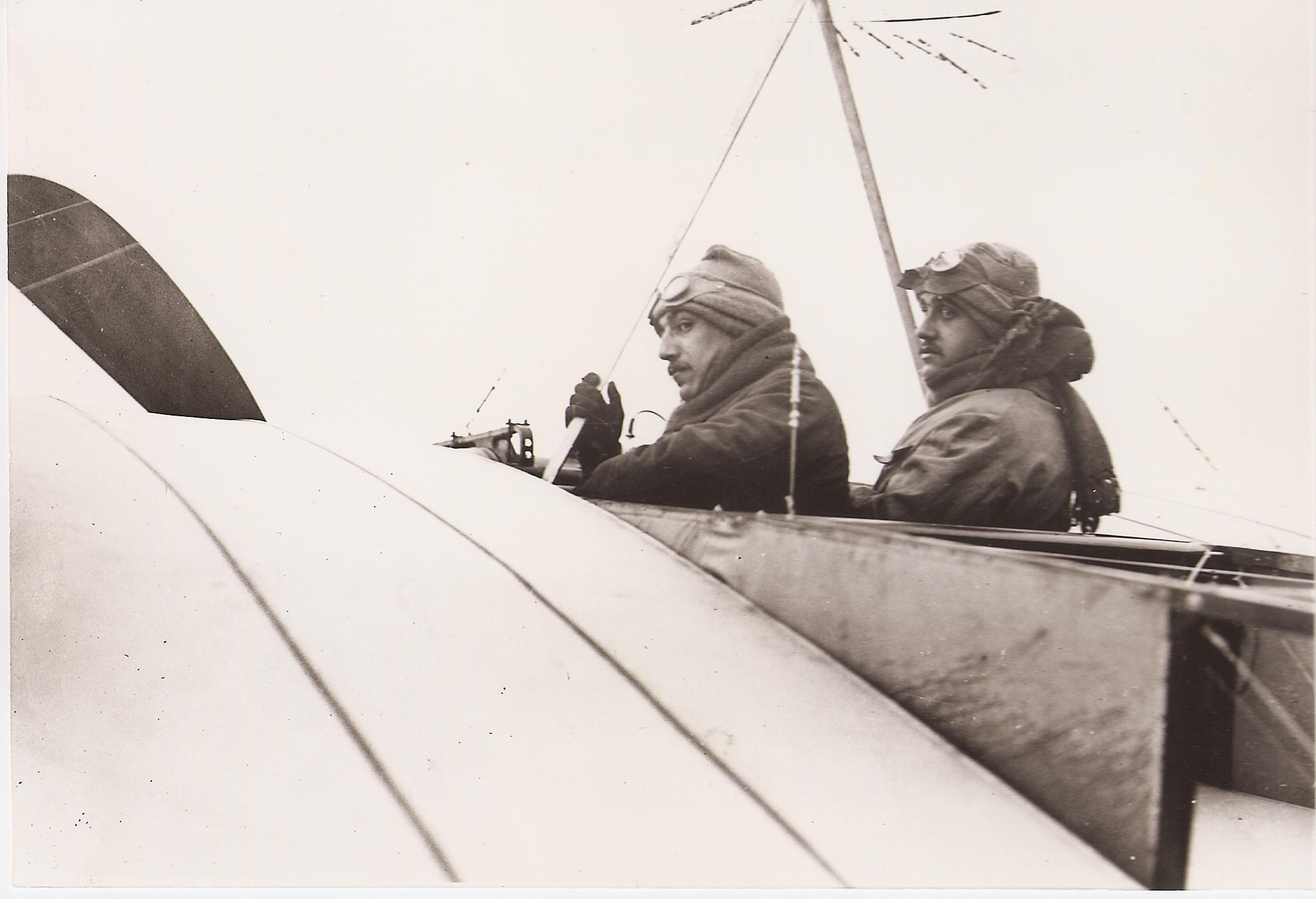
羅貝爾 (左) 和萊昂·莫拉纳，在1910年的米其林航空大賽

6. ↑  findagrave Robert Morane, Cimitière du Père Lachaise （页面存档备份，存于） Accessed 13 June 2017